# Keokea (condado de Maui)
Keokea es un lugar designado por el censo ubicado en el condado de Maui en el estado estadounidense de Hawái. En el censo de 2010 tenía una población de 1612 habitantes.

## Geografía
Keokea se encuentra ubicado en las coordenadas 20°42′31″N 156°21′30″O / 20.70861, -156.35833.